# Vela (canción)
Vela (en ucraniano: Svichá, свіча), es una canción folclórica ucraniana compuesta por Bogdan Stelmakh, la letra, para la canción "Melodía en la menor", cuya música fue compuesta por Myroslav Skoryk.

## Composición
Esta pieza es dedicada a las víctimas del Holodomor, una masacre al pueblo ucraniano orquestada por Stalin en 1932 y 1933. El compositor Myroslav Skoryk había escrito previamente su "Melodía en la menor" para una película titulada "El Paso Alto" durante 1980, sobre la vida en Galizia durante la época de la Posguerra. 
La pieza fue interpretada en 2007 por la cantante ucraniana Oksana Bilozir por motivo de los 75 años del Holodomor. El video relativo a esta canción fue grabado en agosto de ese año, y lanzada en septiembre. Como tradición desde el genocidio que sufrió el pueblo ucraniano, el cuarto sábado de noviembre de cada año, se guarda silencio y se enciende una vela en el alféizar de cada hogar. Emula la tradición popular de dejar una vela encendida al ser amado que no ha regresado, como signo de que está siendo esperado.

## Letra
| Canción del Vela, letra en español. Una vela en la ventana brillaba Detrás del desconsuelo temblaba Hacia la verdad miraba Hacia la nación amada Hacia Ucrania, por el hambre azotada Durante horas, durante días. La vela con la llama iluminaba Una madre a su hijo arropaba Le cantaba Sobre el amargo pesar, el destino agreste Sobre la foránea hueste. Que se pudran... Una vela en la ventana se apagaba Una madre a su hijo lo acunaba En un ataúd Muchos muertos en el suelo, millones yacen Lloran las campanas, las iglesias enmudecen Dios, ¿Qué será de Ucrania? Una vela en la ventana no se apagaba Los sollozos y lamentos no se terminaban Las personas todo comprendían Las prematuras muertes, las compadecían Las víctimas del Holodomor Para siempre las recordarán... Una vela en la ventana brillaba... | Letra Svichá en ucraniano: На вікні свіча миготіла, Кривді з-за плеча тріпотіла, До правди летіла. Там де рідний край, Де Україну голоду нагай Шмагав до згину Не день, не годину… Вогником свіча повівала. Мати дитинча сповивала, Пісні гомоніла Про гірку біду, недолю голу, Про чужу орду криваво-чолу, Бодай скам'яніла! На вікні свіча догасала. Мати дитинча колисала Не в колисці, ні, Не в колисці, але у труні. Мертві по ровах, їх мільйони. По німих церквах стогнуть дзвони. Хто ж то Україні, Боже, Нині допоможе?! На вікні свічі не задути. Скарги і плачі досі чути — Усе люди тямлять. Досі жаль до сліз, Тих що не в пору Їх потяг укіс голодомору, То ж вічна їм пам'ять. На вікні свіча миготіла… |